# 影山楙倫
影山楙倫（日语：／ Kegeyama Shigenori，1955年7月29日—），日本男性動畫師、動畫演出家、動畫導演。出身於大阪府枚方市。也有以為名的作品。

## 來歷、人物
影山楙倫原本想畫油畫、日本畫，但無意找工作。高中畢業後，他活躍於繪畫並參加群展和展覽。另一方面，他從高中開始，就有想嘗試電影的強烈願望，並參與了8毫米電影的製作。之後，他的一位朋友介紹他加入了葦Production，這位朋友曾與他一起製作8毫米電影，後來從事動畫製作。來自相同的專業背景。最初，他作為動畫師活躍於各種作品，但同時開始轉向演出事業，並最終完全轉向演出事業。
他以「杜野幼青」為名義，以成人動畫作品而聞名，主要是Arms的作品。在Kaname Production破產後成為自由工作者以來，這是一個僅用於成人動畫的不同名稱，但隨著Arms將重點轉向一般作品，界限變得模糊並延續至今。即使在Arms將注意力轉向一般作品之後，他負責的作品很多都是關於美少女的。

## 參加作品

### 「影山楙倫」名義

#### 電視動畫
1980年
- 摔倒騎士德拉曼查（日语：ずっこけナイトドンデラマンチャ）（動畫）
- 宇宙戰士巴魯迪奧斯（—1981年，動畫）

1981年
- 戰國魔神豪將軍（動畫）

1982年
- 魔境傳說阿克洛班奇（人物設定[注 1]、原畫、動畫檢察、分鏡）
- 我們的青春阿爾卡迪亞 無限軌道SSX（日语：わが青春のアルカディア 無限軌道SSX）（—1983年，作畫監督）

1983年
- 無敵三四郎（作畫監督）
- 光速電神阿爾貝加斯（—1984年，人物設定、作畫監督[注 2]）

1984年
- 雷射戰士雷薩里昂（—1985年，特別人物設定）
- 北斗神拳（—1985年，分鏡、演出、作畫監督）

1986年
- 聖鬥士星矢（演出）

1990年
- 美味大挑戰（分鏡）

1999年
- 微星小超人（日语：ミクロマン・マグネパワーズ）（分鏡）
- 麻辣教師GTO（—2000年，分鏡）

2000年
- 學校怪談（—2001年，分鏡、演出）

2001年
- 辣妹當家（分鏡）
- 旋風的大鏢客（日语：旋風の用心棒）（—2002年，分鏡）

2004年
- MEZZO（日语：MEZZO -メゾ-）（編劇）
- 下級生2 ～瞳孔中的少女們～（劇本統籌、編劇）
- 最遊記RELOAD GUNLOCK（分鏡）

2005年
- 天使心（—2006年，分鏡）
- 火影忍者（—2007年，分鏡、演出）

2006年
- 忍者少女！（導演[3]、分鏡）
- 史上最強弟子兼一（—2007年，分鏡）

2007年
- 忍者少女!!（導演[4]、分鏡）
- 鋼鐵三國志（分鏡）
- 東京魔人學園劍風帖 龖（分鏡）
- 東京魔人學園劍風帖 龖 第貳幕（分鏡）
- 獸神演武 -HERO TALES-（—2008年，分鏡）
- 瀨戶的花嫁（分鏡）
- 節哀唷♥二之宮同學（分鏡）
- 魔法人力派遣公司（—2008年，分鏡）

2008年
- BLEACH（分鏡）
- 名偵探柯南（—2017年，構成、分鏡）
- 萌學★5（日语：もえがく★5）（分鏡）
- S·A特優生 ～Special A～（分鏡）
- 秘密 ～The Revelation～（分鏡）
- 鋼鐵新娘（分鏡）

2009年
- 蒼天航路（分鏡）
- 信蜂（—2010年，分鏡、前期OP分鏡&演出）

2010年代
- 信蜂 REVERSE（—2011年，分鏡、前期OP分鏡&演出）
- 咎狗之血（分鏡）

2011年
- 惡魔奶爸（分鏡）

2013年
- 戀曲寫真（作畫監督）
- 靈裝戰士（OP原畫）
- 王者天下 (第2系列)（—2014年，分鏡）

2015年
- 靈感少女（分鏡）

2016年
- 雙星之陰陽師（分鏡）
- 不愉快的妖怪庵（分鏡）
- 龍族拼圖X（分鏡）
- 魔裝學園H×H（分鏡）

2017年
- DYNAMIC CHORD（日语：DYNAMIC CHORD）（導演[5]、劇本統籌、編劇、分鏡）

2018年
- 深夜！天才傻鵬（日语：深夜!天才バカボン）（分鏡、演出）

2019年
- BORUTO -火影新世代- NARUTO NEXT GENERATIONS-（演出）

2020年
- 七大罪 眾神的逆鱗（分鏡）

2021年
- 七大罪 憤怒的審判（分鏡）
- 遊☆戲☆王SEVENS（分鏡）

2022年
- 王者天下 (第4系列)（OP1分鏡&演出）

2023年
- 不知內情的轉學生不管三七二十一纏了上來。（導演[6]）
- 足球小將翼 Season2 青少年篇（分鏡）

2024年
- 被稱為廢物的原英雄，被家裡流放後隨心所欲地活下去（分鏡）
- 烏鴉不擇主（日语：八咫烏シリーズ）（演出）
- 神之塔 -Tower of God- 王子的歸還（分鏡）

#### 電影動畫
1986年
- 沃太利亞（日语：ウインダリア）（動畫協調、原畫）

1989年
- 金星戰記（日语：ヴイナス戦記）（原畫）

2001年
- 頭文字D Third Stage（導演[7]、分鏡）

2006年
- 名偵探柯南：偵探們的鎮魂歌（分鏡）

2007年
- 名偵探柯南：紺碧之棺（分鏡）

#### OVA
1984年
- BIRTH（日语：BIRTH (OVA)）（動畫協調[注 1]）

1985年
- 幻夢戰記莉達（日语：幻夢戦記レダ）（動畫協調、原畫）
- Babi Stock I 永無止境的標的（導演、作畫監督）
- 夢次元獵人芳朵拉（日语：夢次元ハンターファンドラ）（—1986年，part.1動畫協調、part.3.導演）

1988年
- 瓦特·波與我們的物語（日语：ワット・ポーとぼくらのお話）（導演）

1989年
- Hi-SPEED JECY（日语：ハイスピード・ジェシー）（—1990年，導演）

1991年
- 魔獸戰士露娜·華爾格（日语：魔獣戦士ルナ・ヴァルガー）（導演）

1992年
- 潮與虎（—1993年，原畫）

1993年
- 雲界迷宮ZEGUY（原作、導演、編劇）

1995年
- YAMATO2520（—1996年，導演、分鏡）

1998年
- 翡翠皇后（日语：クイーン・エメラルダス）（導演）
- 虎斑貓小咪（日语：トラジマのミーめ）[注 3]（導演）

2002年
- From I"s -另一種夏日物語（—2003年，構成、編劇）

2010年
- 日本古典昔話 第一系列東海道中膝栗毛（導演）

#### 網路動畫
- 企鵝美眉♥心（2008年，分鏡）
- 戀研！ ～我們被動畫化了！～（日语：こいけん!）（2012年，分鏡）

#### 成人動畫
- 同級生2（1996年，編劇）

### 「杜野幼青」名義

#### 電視動畫（「杜野幼青」名義）
1994年
- 秀逗泰山阿達♡（分鏡）

1997年
- 深海人魚傳說（日语：深海伝説MEREMANOID）（—1998年，分鏡）

2004年
- MEZZO（日语：MEZZO -メゾ-）（分鏡）
- 下級生2 ～瞳孔中的少女們～（導演）

2007年
- 現視研2（分鏡）

2009年
- 女王之刃 流浪戰士 DVD影像特典（分鏡、演出）
- 女王之刃 王位繼承者（分鏡）

2012年
- 女王之刃 叛亂（導演）

#### OVA（「杜野幼青」名義）
1996年
- 我的性騷擾煩惱（日语：僕のセクシャルハラスメント）（導演）

2001年
- ONE ～光輝的季節～（—2002年，導演、編劇、音響監督）

2002年
- From I"s -另一種夏日物語（—2003年，導演、分鏡）

2012年
- 女王之刃 聖女的煩悶 ～信仰之門、重開～（導演）

#### 成人動畫（「杜野幼青」名義）
1993年
- 超神傳說童子 放浪篇（編劇）

1996年
- 同級生2（導演）

1998年
- MIDNIGHT PANTHER（日语：ミッドナイトパンサー#OVA）（導演、編劇、分鏡）

1999年
- WORDS WORTH（—2000年，編劇）
- 歡迎來到Pia Carrot!! 2（—2000年，編劇）
- Natural -身體也心裡也-（日语：Natural -身も心も-#アダルトアニメ版）（—2000年，編劇）

2000年
- With You ～真愛相隨～（日语：With You 〜みつめていたい〜）（—2001年，導演）

2001年
- 劍芒羅曼史II（日语：ロマンスは剣の輝きII#アダルトアニメ）（導演、編劇、分鏡）

2002年
- 明天的雪之丞（日语：あしたの雪之丞）（導演、編劇、分鏡）

2003年
- 愛本堡之風（日语：エーベンブルグの風）（導演、編劇、分鏡）
- MASARU 明天的雪之丞2（日语：あしたの雪之丞）（導演、編劇、分鏡、演出）

2004年
- 河原崎家一族2 THE ANIMATION（日语：河原崎家の一族2）（導演、編劇、分鏡）
- 愛姊妹 蕾…任你隨心所欲吧 THE ANIMATION（日语：愛姉妹#愛姉妹・蕾 …汚してください）（導演、編劇、分鏡、演出）
- ONE ～光輝的季節～ True Stories（分鏡）

## 腳註

## 相關項目
- Kaname Production（日语：カナメプロダクション）
- Arms
- 日本動畫師列表（日语：アニメ関係者一覧）